# Jan Kornaus (pułkownik)
Jan Kornaus (ur. 23 lutego 1890 w Zaczarniu, zm. 31 lipca 1943) – pułkownik dyplomowany piechoty Polskich Sił Zbrojnych, doktor filozofii.

## Życiorys
Urodził się 23 lutego 1890 w Zaczarniu, w ówczesnym powiecie tarnowskim Królestwa Galicji i Lodomerii, w rodzinie Michała. W czasie I wojny światowej walczył w szeregach cesarskiej i królewskiej Armii. Jego oddziałem macierzystym był 2 Bośniacko-Hercegowiński Pułk Piechoty. Na stopień podporucznika został mianowany ze starszeństwem z 1 stycznia 1916 w korpusie oficerów rezerwy piechoty.
7 lipca 1919 został przyjęty do Wojska Polskiego z byłej armii austro-węgierskiej z zatwierdzeniem posiadanego stopnia porucznika ze starszeństwem z 1 maja 1918, zaliczony do I Rezerwy armii z jednoczesnym powołaniem do służby czynnej na czas wojny i przydzielony do 20 Pułku Piechoty.
W latach 1921–1923 był wykładowcą historii wojskowej i geografii w Szkole Podchorążych Piechoty w Ostrowi Mazowieckiej. Od 1 czerwca 1921 jego oddziałem macierzystym był 16 pułk piechoty w Tarnowie. 3 maja 1922 został zweryfikowany w stopniu kapitana ze starszeństwem z dniem 1 czerwca 1919 i 255. lokatą w korpusie oficerów piechoty. Wówczas jego oddziałem macierzystym był 68 pułk piechoty we Wrześni. W październiku 1924 został przydzielony ze Szkoły Podchorążych Piechoty do macierzystego pułku we Wrześni, z pozostawieniem na odkomenderowaniu w 1 dywizjonie artylerii konnej. 1 listopada 1924 został przydzielony do Wyższej Szkoły Wojennej w Warszawie, w charakterze słuchacza V Kursu Normalnego 1924–1926. 1 grudnia 1924 awansował na majora ze starszeństwem z 15 sierpnia 1924 i 70. lokatą w korpusie oficerów piechoty. 11 października 1926, po ukończeniu kursu i otrzymaniu dyplomu naukowego oficera Sztabu Generalnego, został przydzielony do Wyższej Szkoły Wojennej. W 1928 pełnił służbę w 45 pułku piechoty Strzelców Kresowych w Równem na stanowisku oficera sztabowego pułku. W tym czasie uzyskał dyplom doktora filozofii na Uniwersytecie Jana Kazimierza we Lwowie. W marcu 1929 został przeniesiony macierzyście do kadry oficerów piechoty z równoczesnym przeniesieniem służbowym do Powiatowej Komendy Uzupełnień Sosnowiec na stanowisko pełniącego obowiązki kierownika referatu I. W grudniu 1929 został przeniesiony do Dowództwa 20 Dywizji Piechoty w Baranowiczach na stanowisko szefa sztabu. W grudniu 1932 otrzymał przydział do Dowództwa Okręgu Korpusu Nr IV w Łodzi na stanowisko szefa Wydziału Mobilizacji i Uzupełnień. 1 stycznia 1936 został wyznaczony na stanowisko szefa Wydziału Administracji Rezerw Oddziału I Sztabu Głównego w Warszawie. Równocześnie został awansowany na podpułkownika ze starszeństwem z dniem 1 stycznia 1936 i 1. lokatą w korpusie oficerów piechoty. Na tym stanowisku pozostawał do końca sierpnia 1939. W czasie kampanii wrześniowej 1939 pełnił służbę na stanowisku szefa Wydziału Administracji Rezerw Oddziału I Sztabu Naczelnego Wodza. W 1942 pełnił służbę w dowództwie 2 Korpusu Strzelców na stanowisku kwatermistrza. Następnie pełnił służbę w Dowództwie Jednostek Wojska na Środkowym Wschodzie. Zmarł 31 lipca 1943. Pochowany na brytyjskim cmentarzu wojennym (ang. british war memorial military cemetery) w Ramli (ówczesna Palestyna).

## Ordery i odznaczenia
- Krzyż Kawalerski Orderu Odrodzenia Polski (11 listopada 1937)[20]
- Złoty Krzyż Zasługi (16 marca 1934)[21]
- Medal Niepodległości (8 listopada 1937)[22]
- Krzyż Oficerski Orderu Korony Rumunii (Rumunia)
- Brązowy Medal Zasługi Wojskowej z mieczami na wstążce Krzyża Zasługi Wojskowej[2]
- Krzyż Wojskowy Karola[2]